# Апија Норд (Рим)
Апија Норд је насеље у Италији у округу Рим, региону Лацио.
Према процени из 2011. у насељу је живело 94 становника. Насеље се налази на надморској висини од 402 м.